# Acanthochalcis unispinosa
Acanthochalcis unispinosa är en stekelart som beskrevs av Girault 1917. Acanthochalcis unispinosa ingår i släktet Acanthochalcis och familjen bredlårsteklar. Inga underarter finns listade i Catalogue of Life.